# Bezirksamtsleiter
In Hamburg ist der Bezirksamtsleiter (in den ersten Jahren nach dem Zweiten Weltkrieg als Bezirksleiter bezeichnet) der jeweilige Leiter der örtlichen Verwaltung (des Bezirksamtes) in den sieben Bezirken; dieser Posten wird normalerweise öffentlich ausgeschrieben, eine Kandidatin oder ein Kandidat von der Bezirksversammlung gewählt und dann in der Regel von der Hamburgischen Landesregierung, dem Senat, für 6 Jahre bestellt. Dieser Modus gilt seit dem Hamburgischen Bezirksverwaltungsgesetz vom 22. Mai 1978. Vorher wurde der Bezirksamtsleiter durch den Senat im Einvernehmen mit der Bezirksversammlung ernannt.
In der Presse werden die Bezirksamtsleiter gelegentlich als „Bezirksbürgermeister“ bezeichnet.